# Sommekanaal

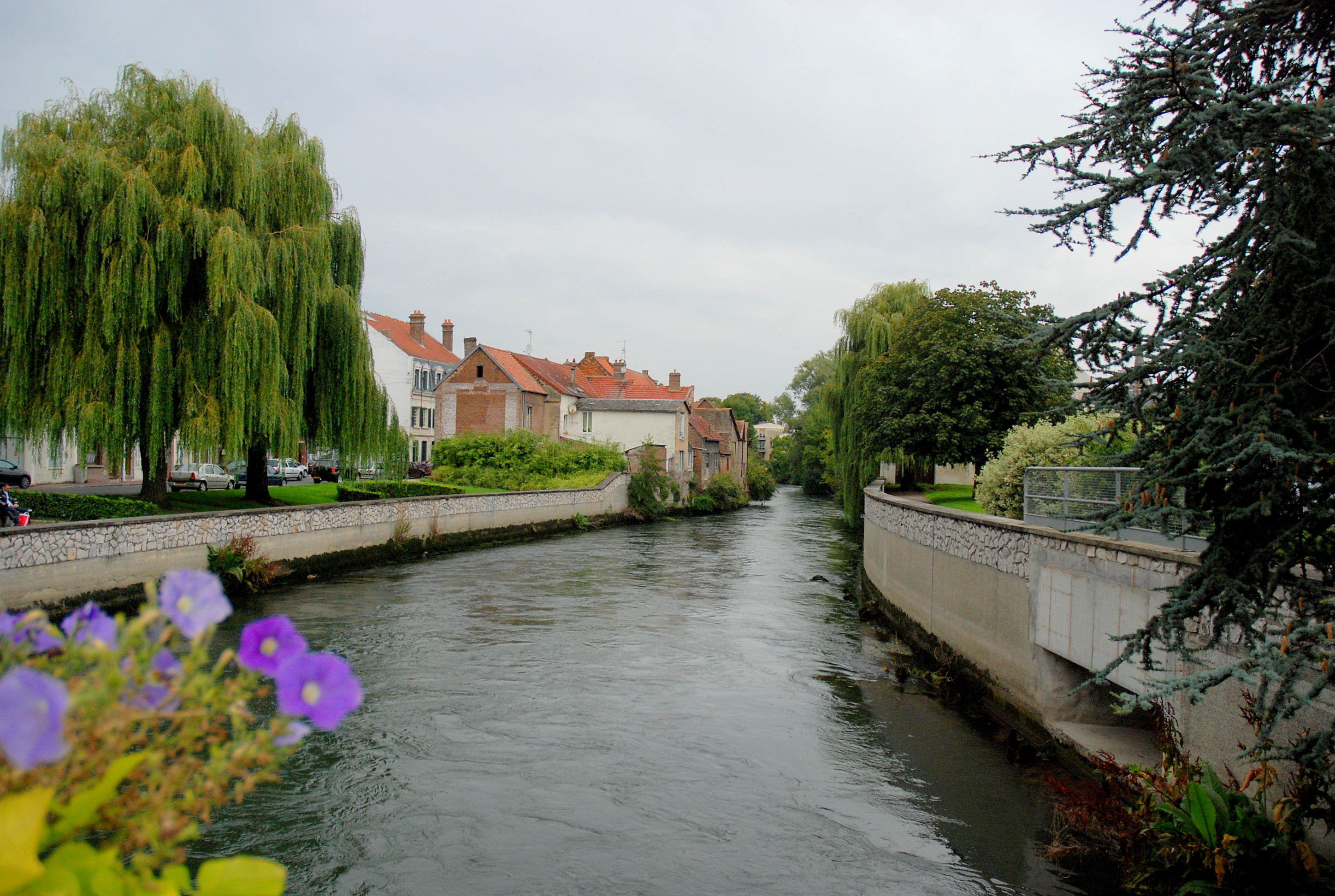
Het kanaal in Abbeville

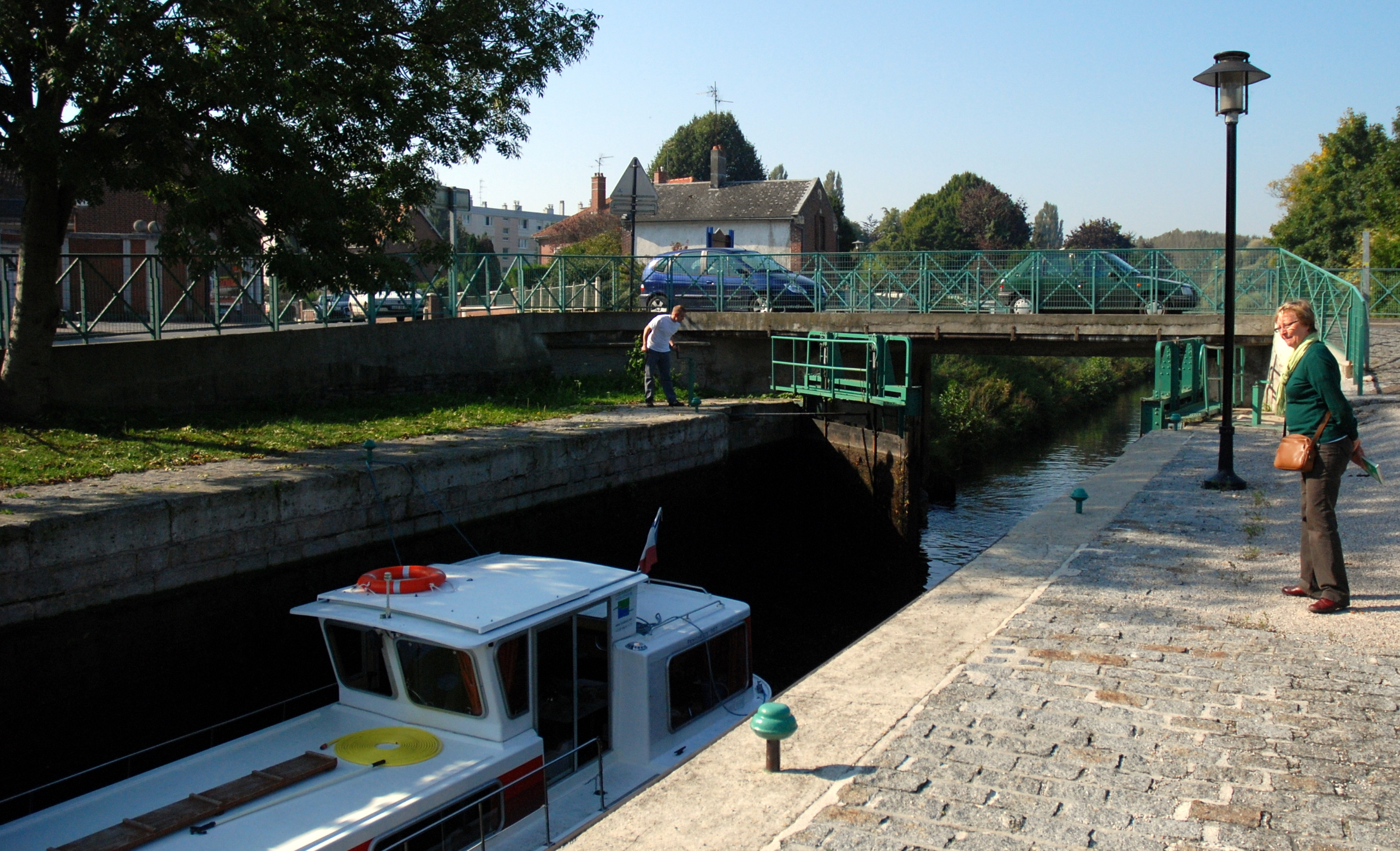
Sluis op het kanaal in Corbie

Het Sommekanaal of Kanaal van de Somme is een kanaal in Frankrijk dat Saint-Simon met Saint-Valery-sur-Somme verbindt. Het kreeg zijn naam van de gelijknamige waterloop, de Somme.
Het kanaal werd gegraven door een besluit uit 1785 van koning Lodewijk XVI. De waterweg was klaar in 1827 en werd ingehuldigd door koning Karel X. Het loopt gedeeltelijk parallel met de rivier. 25 sluizen overbruggen het hoogteverschil van 66 m over zijn 156 km lange loop.
In de jaren zestig van de twintigste eeuw werd nog 300 000 ton goederen via het kanaal vervoerd. Anno 2008 wordt het kanaal enkel voor de pleziervaart gebruikt. Het is door verzanding niet meer bevaarbaar tussen Saint-Simon en Offoy.